# Jean Charles Loriquet
Pour les articles homonymes, voir Loriquet (homonymie).
Jean Charles Loriquet, né le 17 mai 1818 à Reims, où il est mort le 16 février 1889, est un érudit, archéologue et bibliographe français.

## Biographie
Fils de Pierre-Nicolas Loriquet, teinturier, rue de Gueux, 9, et de Marie-Gérarde Pâté, Loriquet a fait de solides études qu’il a complétées à la Sorbonne pour la partie littéraire. Revenu dans son pays, il n’a cessé de travailler et de s’instruire, et en 1853, à l’âge de trente-cinq ans, dans la pleine maturité du talent et de l’activité, il a succédé à Maubeuge comme conservateur de la Bibliothèque, des Archives et du Musée de Reims, fonctions qu’il a conservées jusqu’en 1886.
Entré, dès 1849, à l’Académie nationale de Reims comme membre correspondant, il en est devenu membre titulaire en 1850, avant d’être élu secrétaire archiviste, en 1852, en remplacement d’Ernest Arnould, puis secrétaire général en 1855, en remplacement de l’abbé Tourneur. Occupant une place essentielle au bureau, à côté de Landouzy, E. Dérodé, Max. Sutaine, Joguet, G. Massé et Jullien, il a été annuellement réélu aux mêmes fonctions pendant vingt-huit ans, sauf en 1858-59 où Leseur les a exercées. Des suffrages unanimes l’ont porté à la vice-présidence en 1882 et à la présidence l’année suivante. Il a ensuite continué à fournir sa part aux séances et de collaboration aux volumes, pour ainsi dire jusqu’à sa mort.
Il a également appartenu pendant quelque temps à la Société française d’archéologie, et pris part au congrès de Tours en 1847, et surtout à celui de Reims en 1861. Enfin, il avait été élu associé-correspondant de la Société nationale des antiquaires de France, en 1864.
Il a reçu, en 1883, les palmes d’Officier de l'Instruction publique, après avoir été délégué communal de 1850 à 1874 et correspondant du Ministère pour les travaux historiques de 1868 à 1875.
Après avoir pris sa retraite, il a habité sa modeste campagne de Chenay, pendant deux ans seulement. Malgré sa fatigue, il continuait ses études favorites, quand une paralysie l’a saisi subitement le 14 février 1889 et l’a enlevé en deux jours aux siens.
Il  décède le 16 février 1889 à Reims et est inhumé dans le canton 5 du cimetière du Nord de Reims.
Il a écrit un grand nombre d’ouvrages, la plupart publiés dans les volumes de l’Académie de Reims : L’Éclairage chez les Romains, Mémoires de J. Pussot, le Tombeau de Jovin, Reims pendant la domination romaine, la Mosaïque des Promenades, les Artistes rémois, Mémoires de O. Coquault, les Tapisseries de la Cathédrale, R. Nanteuil, J. Lacourt, etc.
Il faut joindre à cette liste la publication des Catalogues des Belles-Lettres et des Sciences philosophiques et sociales de la Bibliothèque municipale. Le Musée lui doit également la mise au jour en 1881 de son Catalogue des Peintures, Sculptures, Dessins et Toiles peintes.